# Toyota Yaris WRC
Toyota Yaris WRC a Toyota Rali-világbajnokságon 2017-től használt versenyautója, melyet a  Toyota GAZOO Racing gyárt és versenyeztet.  Első versenye a 2017-es Monte-Carlo-rali volt.

## Statisztikák

### Bajnoki címek
| Szezon | Bajnoki cím               | Induló                  | Rali | Győzelmek | Dobogók | Pontok |
| ------ | ------------------------- | ----------------------- | ---- | --------- | ------- | ------ |
| 2018   | FIA WRC Gyártói bajnokság | Toyota Gazoo Racing WRT | 39   | 5         | 14      | 368    |

### Győzelmi lista
| Szezon | #  | Rali                    | Felszín | Versenyző          | Navigátor       |
| ------ | -- | ----------------------- | ------- | ------------------ | --------------- |
| 2017   | 1  | 2017 Rally Sweden       | Hó      | Jari-Matti Latvala | Miikka Anttila  |
| 2017   | 2  | 2017 Rally Finland      | Murva   | Esapekka Lappi     | Janne Ferm      |
| 2018   | 3  | 2018 Rally Argentina    | Murva   | Ott Tänak          | Martin Järveoja |
| 2018   | 4  | 2018 Rally Finland      | Murva   | Ott Tänak          | Martin Järveoja |
| 2018   | 5  | 2018 Rallye Deutschland | Aszfalt | Ott Tänak          | Martin Järveoja |
| 2018   | 6  | 2018 Rally Turkey       | Murva   | Ott Tänak          | Martin Järveoja |
| 2018   | 7  | 2018 Rally Australia    | Murva   | Jari-Matti Latvala | Miikka Anttila  |
| 2019   | 8  | 2019 Rally Sweden       | Hó      | Ott Tänak          | Martin Järveoja |
| 2019   | 9  | 2019 Rally Chile        | Murva   | Ott Tänak          | Martin Järveoja |
| 2019   | 10 | 2019 Rally de Portugal  | Murva   | Ott Tänak          | Martin Järveoja |
| 2019   | 11 | 2019 Rally Finland      | Murva   | Ott Tänak          | Martin Järveoja |
| 2019   | 12 | 2019 Rally Deutschland  | Aszfalt | Ott Tänak          | Martin Järveoja |
| 2019   | 13 | 2019 Rally GB           | Murva   | Ott Tänak          | Martin Järveoja |

### Teljes Rali-világbajnokság eredménylista
| Szezon | Csapat                  | Versenyző          | Forduló | Forduló | Forduló | Forduló | Forduló | Forduló | Forduló | Forduló | Forduló | Forduló | Forduló | Forduló | Forduló | Forduló | Pontok | Helyezés |
| Szezon | Csapat                  | Versenyző          | 1       | 2       | 3       | 4       | 5       | 6       | 7       | 8       | 9       | 10      | 11      | 12      | 13      | 14      | Pontok | Helyezés |
| ------ | ----------------------- | ------------------ | ------- | ------- | ------- | ------- | ------- | ------- | ------- | ------- | ------- | ------- | ------- | ------- | ------- | ------- | ------ | -------- |
| 2017   | Toyota Gazoo Racing WRT | Jari-Matti Latvala | MON 2   | SWE 1   | MEX 6   | FRA 4   | ARG 5   | POR 9   | ITA 2   | POL 20  | FIN 21  | GER 7   | ESP Ki  | GBR 5   | AUS Ki  |         | 3.     | 251      |
| 2017   | Toyota Gazoo Racing WRT | Juho Hänninen      | MON 16  | SWE 23  | MEX 7   | FRA Ki  | ARG 7   | POR 7   | ITA 6   | POL 10  | FIN 3   | GER 4   | ESP 4   | GBR Ki  | AUS     |         | 3.     | 251      |
| 2017   | Toyota Gazoo Racing WRT | Esapekka Lappi     | MON     | SWE     | MEX     | FRA     | ARG     | POR 10  | ITA 4   | POL Ki  | FIN 1   | GER 21  | ESP Ki  | GBR 9   | AUS 6   |         | 3.     | 251      |
| 2018   | Toyota Gazoo Racing WRT | Ott Tänak          | MON 2   | SWE 9   | MEX 14  | FRA 2   | ARG 1   | POR Ki  | ITA 9   | FIN 1   | GER 1   | TUR 1   | GBR 19  | ESP 6   | AUS Ki  |         | 1.     | 368      |
| 2018   | Toyota Gazoo Racing WRT | Jari-Matti Latvala | MON 3   | SWE 7   | MEX 8   | FRA Ki  | ARG Ki  | POR 24  | ITA 7   | FIN 3   | GER Ki  | TUR 2   | GBR 2   | ESP 8   | AUS 1   |         | 1.     | 368      |
| 2018   | Toyota Gazoo Racing WRT | Esapekka Lappi     | MON 7   | SWE 4   | MEX 11  | FRA 6   | ARG 8   | POR 5   | ITA 3   | FIN Ki  | GER 3   | TUR Ki  | GBR 3   | ESP 7   | AUS 4   |         | 1.     | 368      |
| 2019   | Toyota Gazoo Racing WRT | Ott Tänak          | MON 3   | SWE 1   | MEX 2   | FRA 6   | ARG 8   | CHL 1   | POR 1   | ITA 5   | FIN 1   | GER 1   | TUR 16  | GBR 1   | ESP     | AUS     | 2.*    | 332*     |
| 2019   | Toyota Gazoo Racing WRT | Jari-Matti Latvala | MON 5   | SWE 21  | MEX 8   | FRA 10  | ARG 5   | CHL 11  | POR 7   | ITA 19  | FIN 3   | GER 3   | TUR 6   | GBR Ki  | ESP     | AUS     | 2.*    | 332*     |
| 2019   | Toyota Gazoo Racing WRT | Kris Meeke         | MON 6   | SWE 6   | MEX 5   | FRA 9   | ARG 4   | CHL 10  | POR Ki  | ITA 8   | FIN Ki  | GER 2   | TUR 7   | GBR 4   | ESP     | AUS     | 2.*    | 332*     |
| 2019   | GRX Team                | Marcus Grönholm    | MON     | SWE 38  | MEX     | FRA     | ARG     | CHL     | POR     | ITA     | FIN     | GER     | TUR     | GBR     | ESP     | AUS     | HN     | 0        |
| 2019   | Tommi Mäkinen Racing    | Juho Hänninen      | MON     | SWE     | MEX     | FRA     | ARG     | CHL     | POR     | ITA Ki  | FIN     | GER     | TUR     | GBR     | ESP     | AUS     | HN     | 0        |
| 2019   | Tommi Mäkinen Racing    | Kacuta Takamoto    | MON     | SWE     | MEX     | FRA     | ARG     | CHL     | POR     | ITA     | FIN     | GER 10  | TUR     | GBR     | ESP     | AUS     | HN     | 0        |

* Szezon folyamatban.